# Эгер (город)
Э́гер (венг. Eger; нем. Erlau) — город на севере Венгрии, у южных склонов горных массивов Бюкк и Матра, административный центр медье Хевеш. 54 527 жителей (на 1 января 2014 г.)
Город известен своей цитаделью, термальными источниками (бальнеологический курорт), историческими зданиями (в том числе самый северный турецкий минарет), а также производством красного вина «Эгерская бычья кровь». Имя города происходит от венгерского слова g(e)r (огорождение, город).
Эгер — центр католической архиепархии. Большинство населения города — католики (как латинского обряда, так и грекокатолики); также есть православные, протестанты и иудеи.

## География и транспорт
Город расположен примерно в 130 километрах к северо-востоку от Будапешта. В Эгер ведёт железнодорожная ветка от магистрали Будапешт — Мишкольц. Город связан регулярным автобусным и железнодорожным сообщением с Будапештом и соседними городами. Время в пути на поезде и автобусе до Будапешта — 2—2,5 часа.

## История

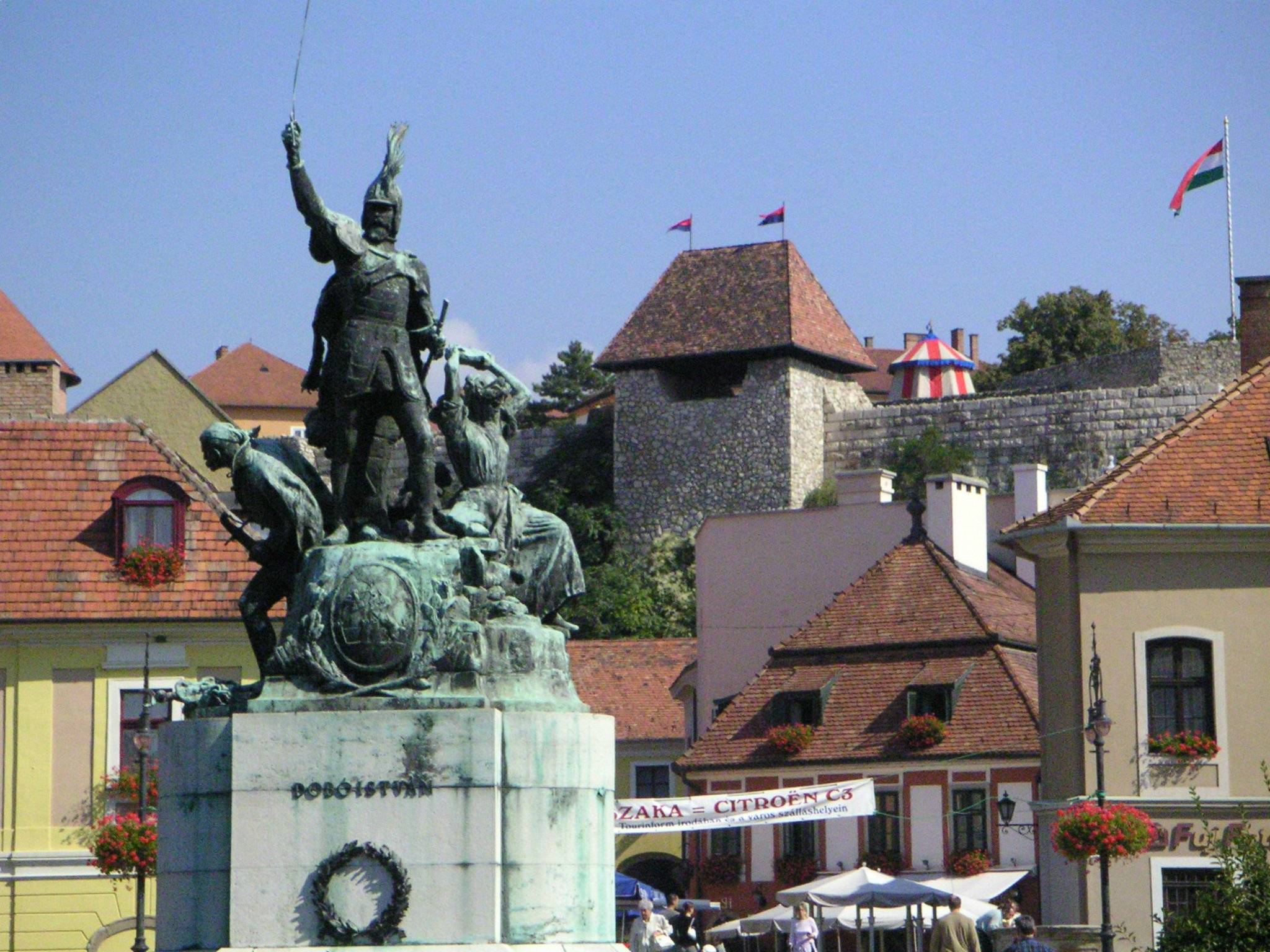
Памятник Иштвану Добо на центральной площади. На заднем плане — цитадель

Поселение на месте Эгера существует с древних времён. В период раннего Средневековья регион был населён германскими племенами, которых сменили авары. После разгрома последних окрестности Эгера заселили славяне. В X веке город стал принадлежать венграм. Венгерский король Иштван I Святой основал в Эгере епископство. Первый собор города был построен на Крепостном холме, где в настоящее время находится Эгерская цитадель. Город рос и развивался вокруг собора и продолжал оставаться одним из важнейших религиозных центров страны. В XIII веке на Крепостном холме была сооружена мощная цитадель.
Пик развития города пришёлся на XIV—XVI столетия. В правление Матьяша Корвина (1458—1490) в Эгере было построено множество красивых зданий, в окрестностях Эгера интенсивно развивалось виноградарство и виноделие.

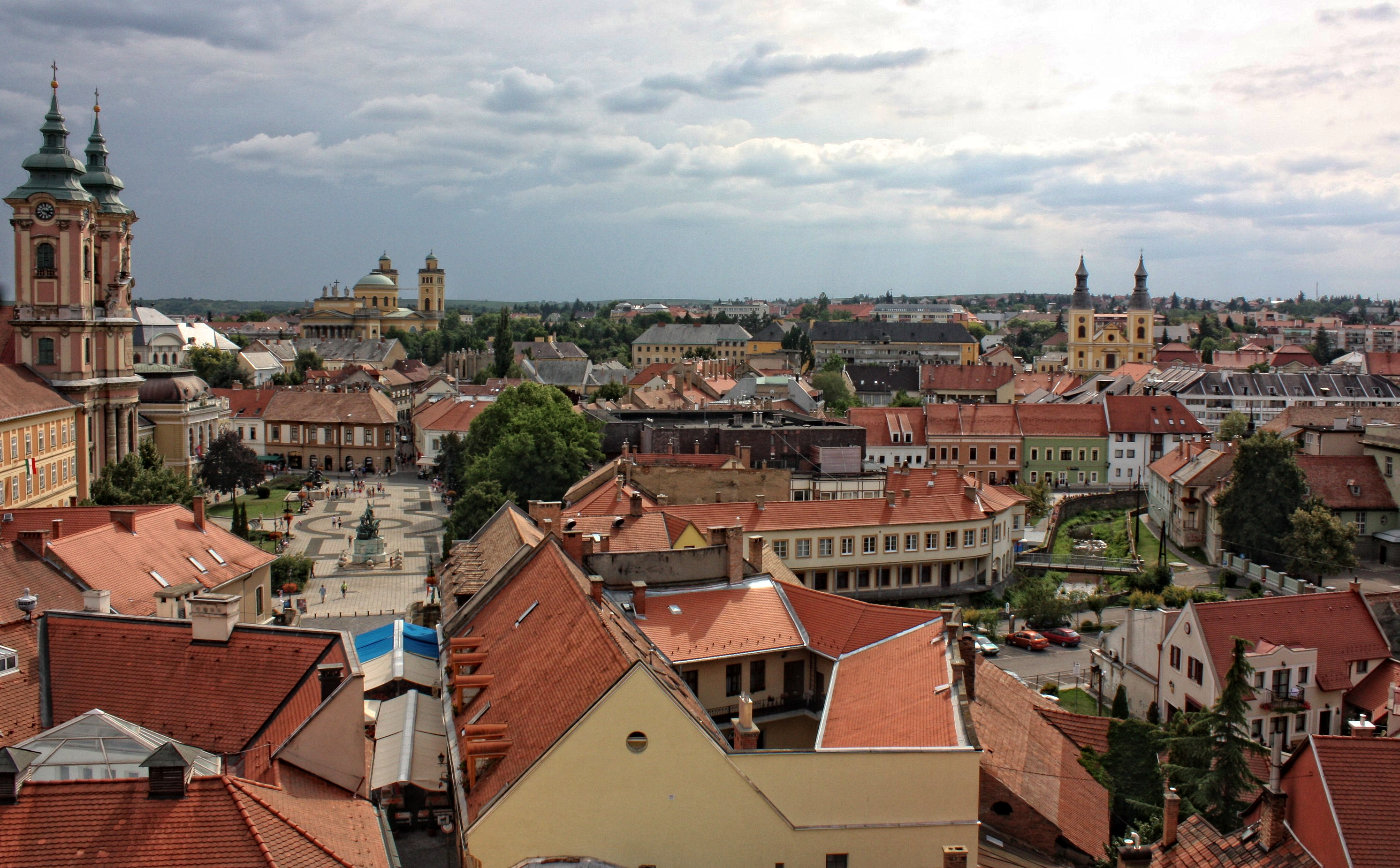
Вид на город с Эгерской цитадели

Во время турецкого нашествия на Венгрию в 1552 году Эгерская цитадель была осаждена. Героизм защитников цитадели под командованием капитана Иштвана Добо, которые сумели выстоять против многократно превосходящих сил противника (защитников было менее 2000 человек, в турецкой армии более 80 000), стал одним из самых славных моментов в истории Венгрии. В 1596 году турки вновь атаковали Эгер и, на этот раз, сумели овладеть городом, который был под их властью до 1687 года. Турки превратили христианские храмы в мечети, перестроили цитадель, построили в городе бани и минареты.
В 1687 году турки были изгнаны из города, который, как и вся Венгрия, перешёл под власть Габсбургов. Эгер вновь пережил период бурного развития, было построено множество барочных дворцов и храмов. Эгерские епископы были фактическими хозяевами города и способствовали его процветанию. В 1836 году в Эгере была построена грандиозная базилика, ставшая на тот момент крупнейшей церковью страны. Власть епископов (а с 1804 года архиепископов) подошла к концу после реформ 50-х годов XIX века. Город постепенно стал терять своё значение, железнодорожная линия Будапешт — Мишкольц прошла в стороне от Эгера.
Во время второй мировой войны Эгер, в отличие от многих других венгерских городов, пострадал мало, что способствовало сохранению архитектурных шедевров города и его превращению в один из главных туристических центров страны.

## Достопримечательности

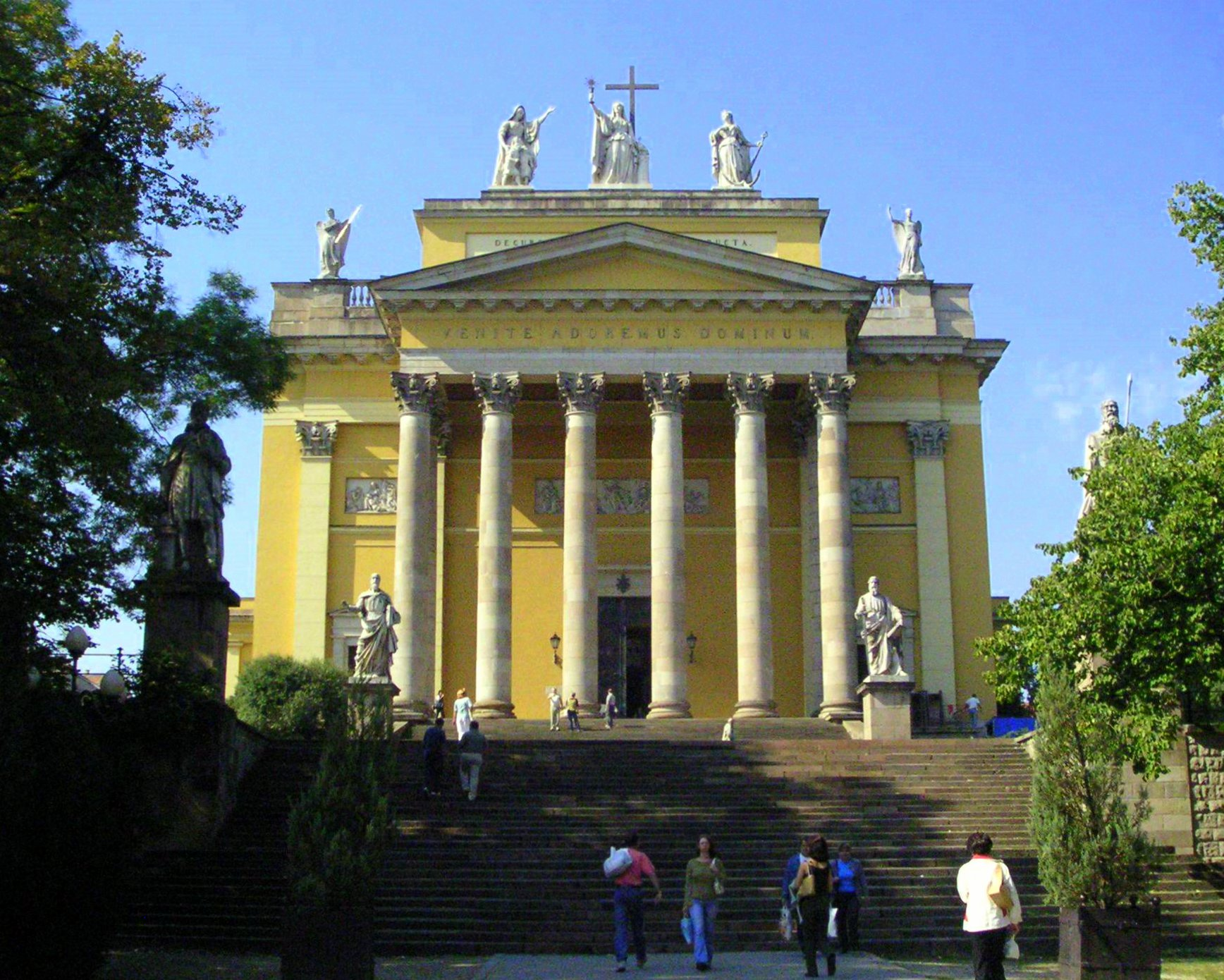
Базилика

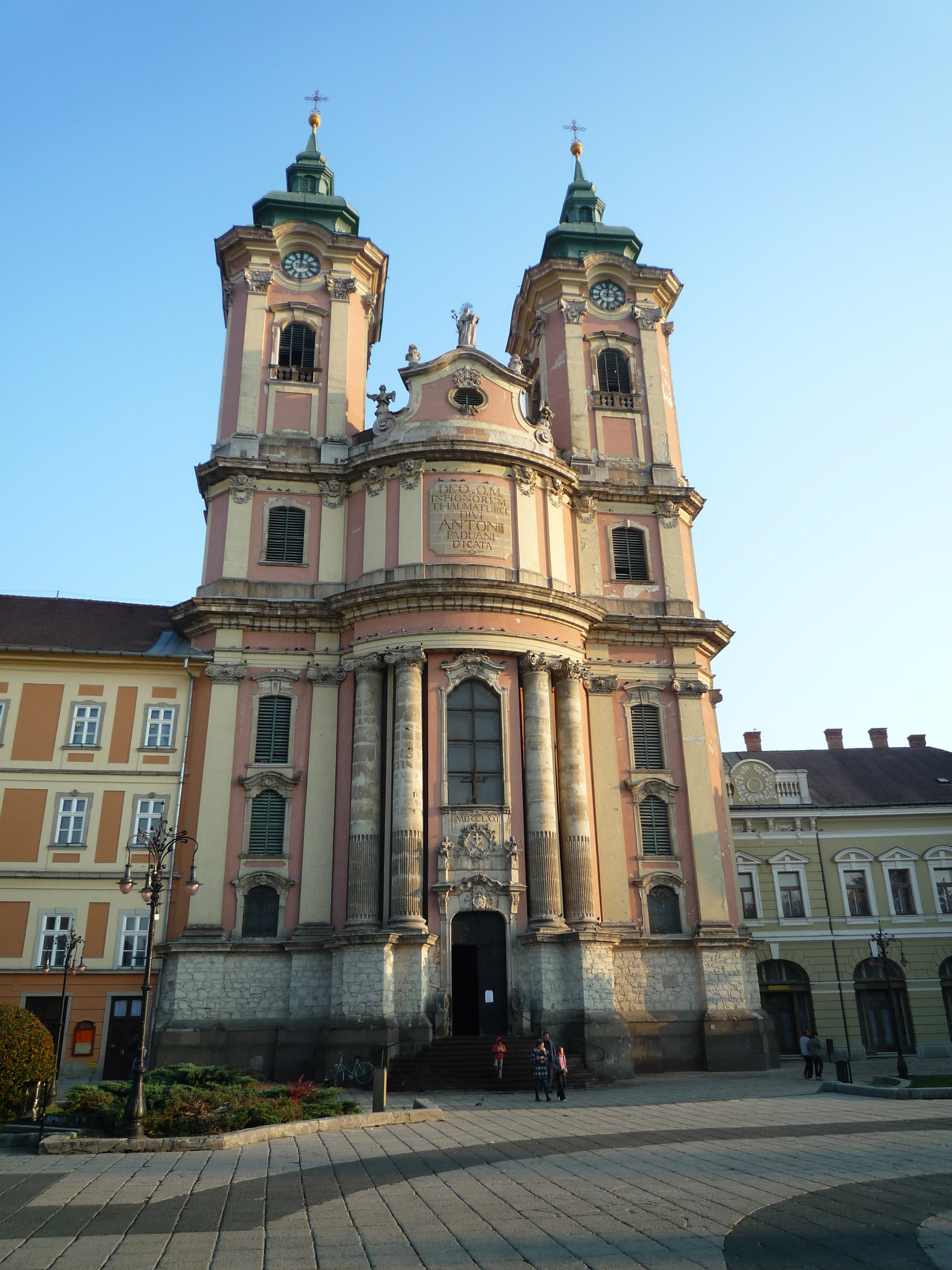
Церковь миноритов

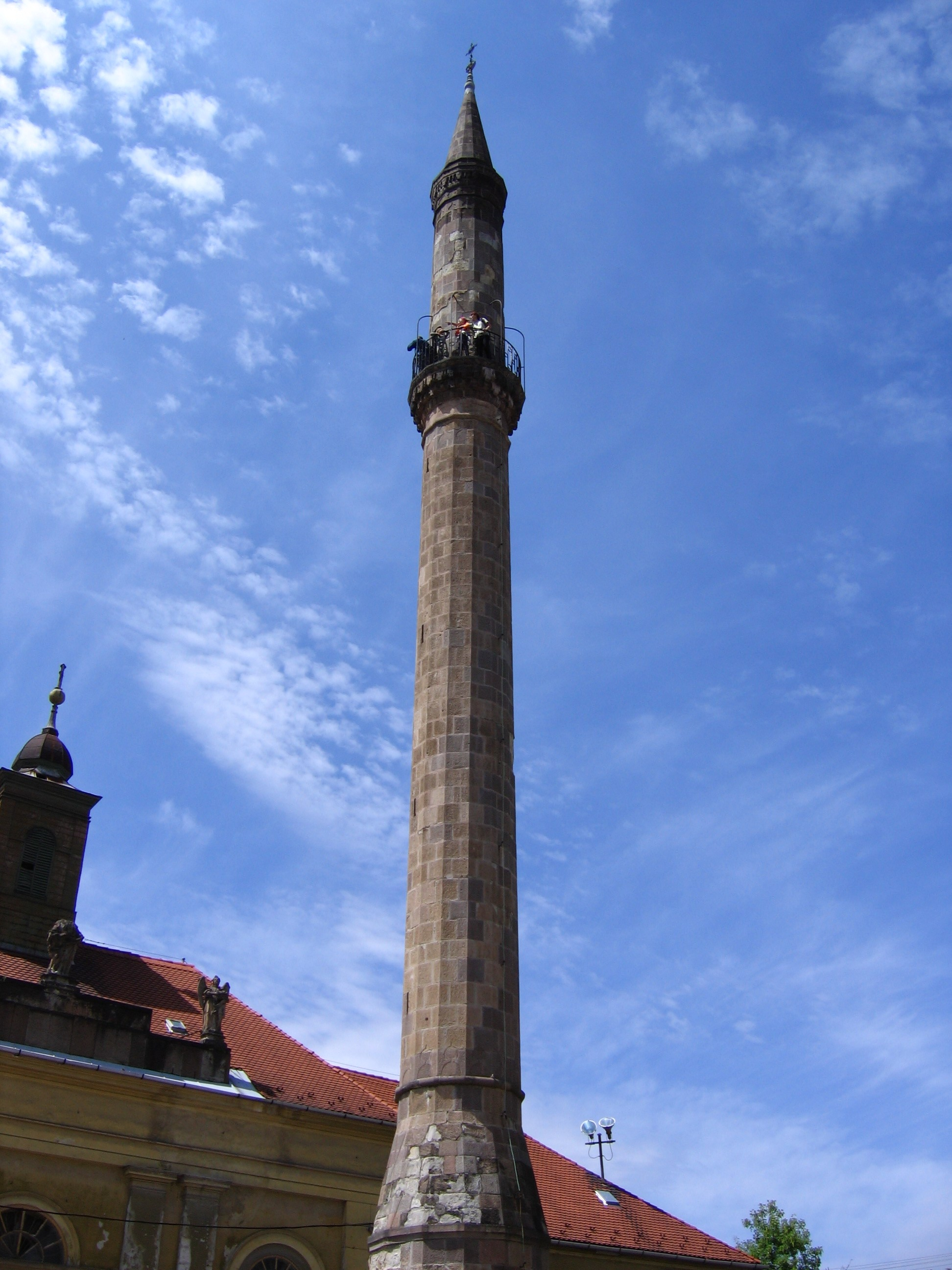
Минарет

- Исторический центр Эгера хорошо сохранился. Множество красивых зданий в стилях барокко, цопф, классицизм.
- Цитадель (XIII век) с укреплениями XVI века. В цитадели расположен старый епископский дворец (1470 год), в котором ныне расположен музей Иштвана Добо, руководителя знаменитой обороны, и картинная галерея. В цитадели похоронены как сам Иштван Добо, так и писатель Геза Гардони, воспевший Эгерскую цитадель в своём романе. С цитадели открывается живописный вид на город.
- Базилика. Построена в 1831—1836 году в стиле неоклассицизм, на момент постройки была крупнейшим храмом Венгрии, после завершения строительства базилики в Эстергоме в 1856 году стала вторым. Архитектор Йожеф Хильд.
- Дворец архиепископа (XV век). Расположен к северу от базилики. Ныне — музей религиозного искусства.
- Лицей (1765—1785, арх. Я. Фельнер) — одна из самых старых школ Венгрии, находится напротив базилики. Лицей обладает великолепной библиотекой, внутри здания — роскошные интерьеры.
- Церковь св. Антония Падуанского. Также известна, как церковь миноритов. Находится на центральной площади Эгера — площади Иштвана Добо. Построена в 1773 году. Принадлежит ордену францисканцев-миноритов, освящена в честь св. Антония Падуанского. Одна из самых красивых барочных церквей Венгрии.
- Церковь цистерцианцев. Сооружена в 1743 году в стиле барокко. Находится на главной пешеходной улице города — улице Сечени, принадлежит цистерцианцам.
- Турецкий минарет (начало XVII века). Самый северный исторический минарет на территории, некогда принадлежавшей туркам, и один из трёх сохранившихся в стране. Мечеть, примыкавшую к нему, разрушили в 1841 году, минарет разрушать не стали, лишь увенчали крестом в знак победы в Венгрии христианства над исламом. Наверху минарета — смотровая площадка, куда ведёт чрезвычайно узкая винтовая лестница.
- Сербская православная церковь. Построена в XVIII веке, находится к северу от центра города. Главная достопримечательность — золочёный иконостас, созданный в 1791 году.
- Дом областного совета (1751—1755, архитектор М. Герль).
- В мае 2015 года в Эгере открылся The Egri Road, музей, в котором представлена первая в стране постоянная коллекция, посвященная Битлз[4].
- Католический университет имени Кароя Эстерхази.

## Население
| 2013   | 2014    | 2017    | 2021    | 2022    | 2023    | 2024    |
| ------ | ------- | ------- | ------- | ------- | ------- | ------- |
| 54 867 | ↘54 527 | ↘53 876 | ↘51 168 | ↘49 182 | ↗50 018 | ↘49 499 |

## Города-побратимы
- Pamukkale[вд], Турция
- Ареццо, Италия[11]
- Гейнсвилл, США
- Георгени, Румыния
- Долны Кубин, Словакия[12][13]
- Иерихон, Государство Палестина
- Кутна-Гора, Чехия (20 сентября 2001)[12][14][…]
- Макон, Франция
- Пори, Финляндия
- Пшемысль, Польша
- Сарцана, Италия
- Чебоксары, Россия
- Эсслинген-на-Неккаре, Германия

Россия, Обнинск